# Línea 9C (ALESA)

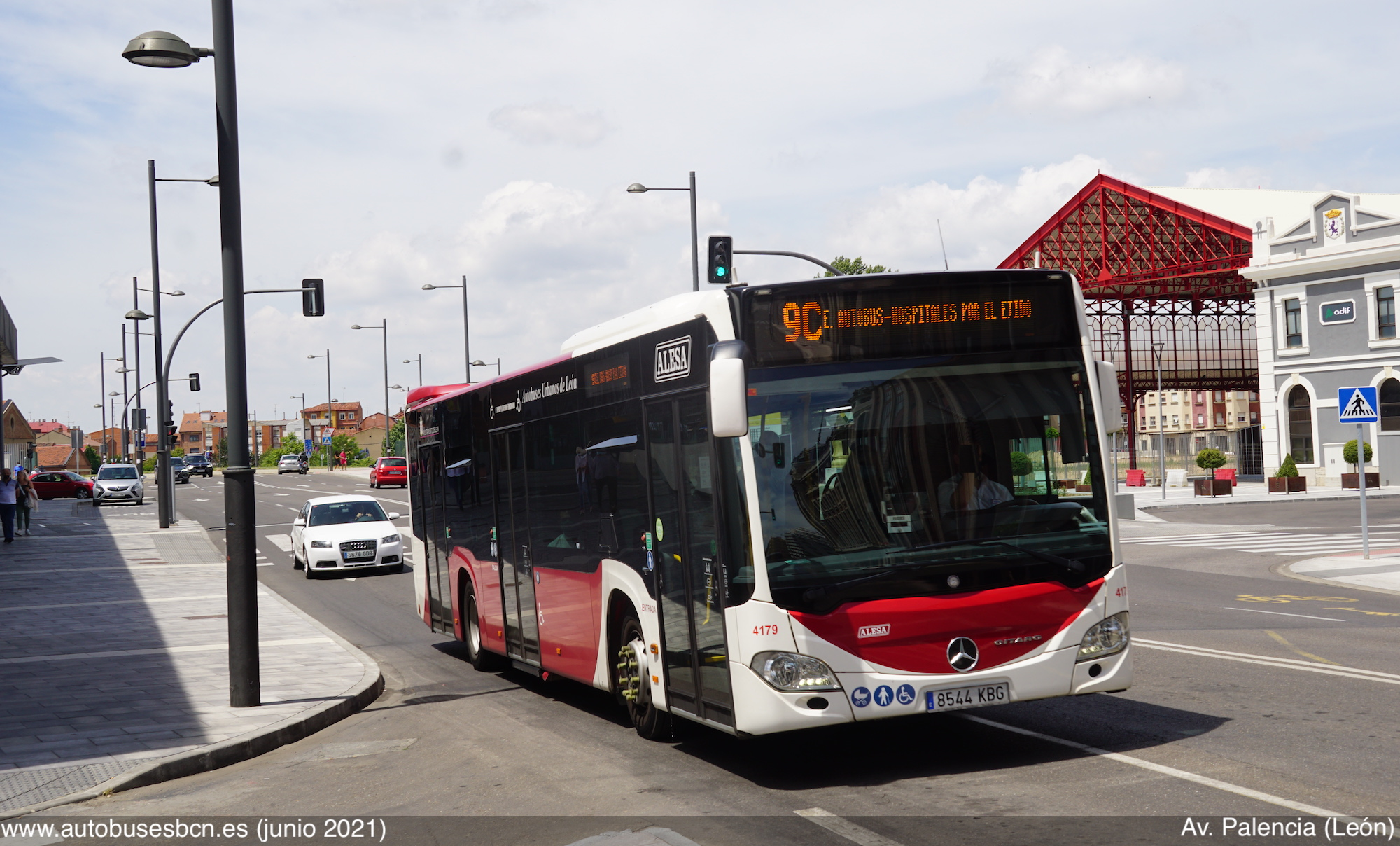
Línea 9C en la Estación Adif de León, junio 2021

La línea 9C de ALESA es una línea de autobús urbano de la ciudad de León (España), que recorre la ciudad desde el norte hasta el sur, entre el Complejo Hospitalario y la Estación de Autobuses de León. Se trata de una línea circular que pasa por los barrios de La Chantría, Polígono X, El Ejido, La Palomera, Las Ventas, San Mamés, Eras de Renueva, Polígono 58, Pinilla y El Crucero. Esta línea dispone de servicio para personas con discapacidad.

## Características
La línea 9C es, desde 2017, una de las dos líneas circulares de la red de ALESA, característica compartida con la línea 7C. Hasta ese momento realizaba el trayecto La Chantría-Hospitales, con salida desde el centro de salud de José Aguado y pasando por el barrio de El Ejido.

### Frecuencias
| Lunes-viernes laborables | Lunes-viernes laborables | Sábados, domingos y festivos | Sábados, domingos y festivos | Sábados, domingos y festivos | Sábados, domingos y festivos |
| ambos sentidos           | ambos sentidos           | Dirección Est. Autobuses     | Dirección Est. Autobuses     | Dirección Hospitales         | Dirección Hospitales         |
| ------------------------ | ------------------------ | ---------------------------- | ---------------------------- | ---------------------------- | ---------------------------- |
| de 7:00 a 22:30          | cada 30 min.             | de 7:00 a 22:00              | cada 60 min.                 | de 7:30 a 22:30              | cada 60 min.                 |

### Material asignado
-Mercedes Benz Citaro 2: 4178 y 4179.

## Recorrido
Esta línea, desde los Hospitales, recorre toda la avenida de Mariano Andrés y, por Álvaro López Núñez y Cruz Roja de León, toma la avenida Reyes Leoneses, en el barrio de Eras de Renueva. Más delante cruza el Bernesga por General Gutiérrez Mellado, calle por la que llega al Hospital San Juan de Dios, y prosigue bordeando los barrios de Pinilla y El Crucero hasta Doctor Fleming. Antes de llegar a la estación de autobuses, para junto a la de tren en la avenida de Palencia.
Desde la Estación de Autobuses, va por Ingeniero Sáenz de Miera hacia la avenida de Fernández Ladreda, de la que luego se desvía para pasar por José Aguado. El trayecto sigue en el barrio de El Ejido por Pendón de Baeza, avenida Real, Miguel Zaera, Buen Suceso y la avenida de la Universidad, acercándose al barrio de La Palomera y el entorno del Campus de Vegazana. Accede al complejo hospitalario por Mariano Andrés y Peña Labra.
| gDST+l | gSTRgq | gSTR+r |

| gSTRf |  | gSTRg |

| gBHF(R)f |  | gBHF(L)g |

| gBHF(R)f |  | gBHF(L)g |

| gBHF(R)f |  | gBHF(L)g |

| gBHF(R)f |  | gBHF(L)g |

| gBHF(R)f |  | gBHF(L)g |

| gBHF(R)f |  | gBHF(L)g |

| gBHF(R)f |  | gBHF(L)g |

| gBHF(R)f |  | gBHF(L)g |

| gBHF(R)f |  | gBHF(L)g |

| gBHF(R)f |  | gBHF(L)g |

| gBHF(R)f |  | gBHF(L)g |

| gBHF(R)f |  | gBHF(L)g |

| gBHF(R)f |  | gBHF(L)g |

| gBHF(R)f |  | gBHF(L)g |

| gBHF(R)f |  | gBHF(L)g |

| gBHF(R)f |  | gBHF(L)g |

| gBHF(R)f |  | gBHF(L)g |

| gBHF(R)f |  | gBHF(L)g |

| gBHF(R)f |  | gSTRg |

| gSTRl | gSTRfq | gDSTr |

| gDST+l | gSTRgq | gSTR+r |

| gSTRf |  | gSTRg |

| gBHF(R)f |  | gBHF(L)g |

| gBHF(R)f |  | gBHF(L)g |

| gBHF(R)f |  | gBHF(L)g |

| gBHF(R)f |  | gBHF(L)g |

| gBHF(R)f |  | gBHF(L)g |

| gBHF(R)f |  | gBHF(L)g |

| gBHF(R)f |  | gBHF(L)g |

| gBHF(R)f |  | gBHF(L)g |

| gBHF(R)f |  | gBHF(L)g |

| gBHF(R)f |  | gBHF(L)g |

| gBHF(R)f |  | gBHF(L)g |

| gBHF(R)f |  | gBHF(L)g |

| gBHF(R)f |  | gBHF(L)g |

| gBHF(R)f |  | gBHF(L)g |

| gBHF(R)f |  | gBHF(L)g |

| gBHF(R)f |  | gBHF(L)g |

| gBHF(R)f |  | gBHF(L)g |

| gBHF(R)f |  | gBHF(L)g |

| gBHF(R)f |  | gSTRg |

| gSTRl | gSTRfq | gDSTr |

| gDST+l | gSTRgq | gSTR+r |

| gSTRf |  | gSTRg |

| gBHF(R)f |  | gBHF(L)g |

| gBHF(R)f |  | gBHF(L)g |

| gBHF(R)f |  | gBHF(L)g |

| gBHF(R)f |  | gBHF(L)g |

| gBHF(R)f |  | gBHF(L)g |

| gBHF(R)f |  | gBHF(L)g |

| gBHF(R)f |  | gBHF(L)g |

| gBHF(R)f |  | gBHF(L)g |

| gBHF(R)f |  | gBHF(L)g |

| gBHF(R)f |  | gBHF(L)g |

| gBHF(R)f |  | gBHF(L)g |

| gBHF(R)f |  | gBHF(L)g |

| gBHF(R)f |  | gBHF(L)g |

| gBHF(R)f |  | gBHF(L)g |

| gBHF(R)f |  | gBHF(L)g |

| gBHF(R)f |  | gBHF(L)g |

| gBHF(R)f |  | gBHF(L)g |

| gBHF(R)f |  | gBHF(L)g |

| gBHF(R)f |  | gSTRg |

| gSTRl | gSTRfq | gDSTr |

| gDST+l | gSTRgq | gSTR+r |

| gSTRf |  | gSTRg |

| gBHF(R)f |  | gBHF(L)g |

| gBHF(R)f |  | gBHF(L)g |

| gBHF(R)f |  | gBHF(L)g |

| gBHF(R)f |  | gBHF(L)g |

| gBHF(R)f |  | gBHF(L)g |

| gBHF(R)f |  | gBHF(L)g |

| gBHF(R)f |  | gBHF(L)g |

| gBHF(R)f |  | gBHF(L)g |

| gBHF(R)f |  | gBHF(L)g |

| gBHF(R)f |  | gBHF(L)g |

| gBHF(R)f |  | gBHF(L)g |

| gBHF(R)f |  | gBHF(L)g |

| gBHF(R)f |  | gBHF(L)g |

| gBHF(R)f |  | gBHF(L)g |

| gBHF(R)f |  | gBHF(L)g |

| gBHF(R)f |  | gBHF(L)g |

| gBHF(R)f |  | gBHF(L)g |

| gBHF(R)f |  | gBHF(L)g |

| gBHF(R)f |  | gSTRg |

| gSTRl | gSTRfq | gDSTr |